# نصر إستراتيجي
نصر استراتيجي هو وصف للنصر ألذي يحرزه أحد الأطراف بالرغم من الخسائر ألتي يتلقاها وهي تحقيق الهدف الاستراتيجي، وهي بعكس النصر التكتيكي وألذي يعتبر الوصف للطرف الذي يخرج بأقل الخسائر بالرغم من عدم تحقيقه لهدفه الاستراتيجي من المعركة أو الحرب.

## أمثلة
- معركة أنتيتام أثناء الحرب الأهلية الأمريكية
- معركة موسكو أثناء الحرب العالمية الثانية
- هجوم تيت أثناء حرب فيتنام